# Borek u Žlutic (železniční zastávka)
Borek u Žlutic je železniční zastávka nacházející se na km 55,730 tratě Rakovník – Bečov nad Teplou, zhruba 3,5 kilometru od města Žlutice. Zastávka je pojmenována podle nedaleké vesnice Borek, ze zastávky však do této vesnice cesta nevede. Po lesní cestě, která křižuje trať kousek od zastávky směrem na Žlutice (Rakovník), lze dosáhnout vesnice Semtěš, která je vzdálena přibližně 1,5 km.
Okolím zastávky prochází modře značená turistická trasa Cesta divočinou. Tato stezka vede z náměstí ve Žluticích k nádraží Štědrá a v polovině trasy je železniční zastávka Borek u Žlutic.
V obou směrech se nedaleko zastávky nacházejí jediné dva tunely na trati 161 – Borecký (km 56,667) a Žlutický (km 54,033).
Na modré značce směrem na Štědrou (Bečov nad Teplou) leží zřícenina hradu Štědrý hrádek, která je vzdálená jeden kilometr. Nedaleko vlakové zastávky se každoročně koná letní dětský tábor nazývaný Údolí mlh.